# Medetera austroapicalis
Medetera austroapicalis är en tvåvingeart som beskrevs av Daniel J. Bickel 1987. Medetera austroapicalis ingår i släktet Medetera och familjen styltflugor. Inga underarter finns listade i Catalogue of Life.